# Centre historique urbain de Cienfuegos
Le centre historique urbain de Cienfuegos  est une zone de la ville de Cienfuegos reconnue au patrimoine mondial de l'UNESCO en tant «  qu'exemple remarquable de l’application précoce des idées du siècle des Lumières espagnol à la planification des villes d’Amérique latine au XIXe siècle », et que « premier exemple remarquable d'ensemble architectural représentant les nouvelles idées de modernité, d'hygiène et d'ordre appliquées à l'urbanisme, telles qu’elles se sont développées en Amérique latine à partir du XIXe siècle ».

## Histoire
Fondée en 1819 par une quarantaine de familles de colons d'origine française venant de Bordeaux et de colonies françaises des Amériques, la ville de Cienfuegos s'est développée avec l'expansion de l'industrie sucrière à partir des années 1830. Organisé autour de la Plaza de Armas, le noyau urbain originel est formé de vingt-cinq pâtés de maisons, selon un plan en damier rigoureusement régulier inspiré par le siècle des Lumières espagnol. L'influence française se manifeste dans le style néoclassique des constructions du XIXe siècle qui évolue vers un style plus éclectique au début du XXe siècle. 

## Principaux sites touristiques
- Le Parque José Martí, ancienne Plaza de Armas autour de laquelle la ville s'est construite,
- le palais du Gouvernement (l'hôtel de ville, siège actuel de l'Assemblée provinciale du pouvoir populaire),
- la cathédrale de Nuestra Señora de la Purísima Concepción,
- le théâtre Tomás Terry,
- le Musée Provincial,
- le palais Ferrer,
- le colegio San Lorenzo,
- l'ancien lycée (actuellement Biblioteca Provincial Roberto García Valdés).

## Galerie

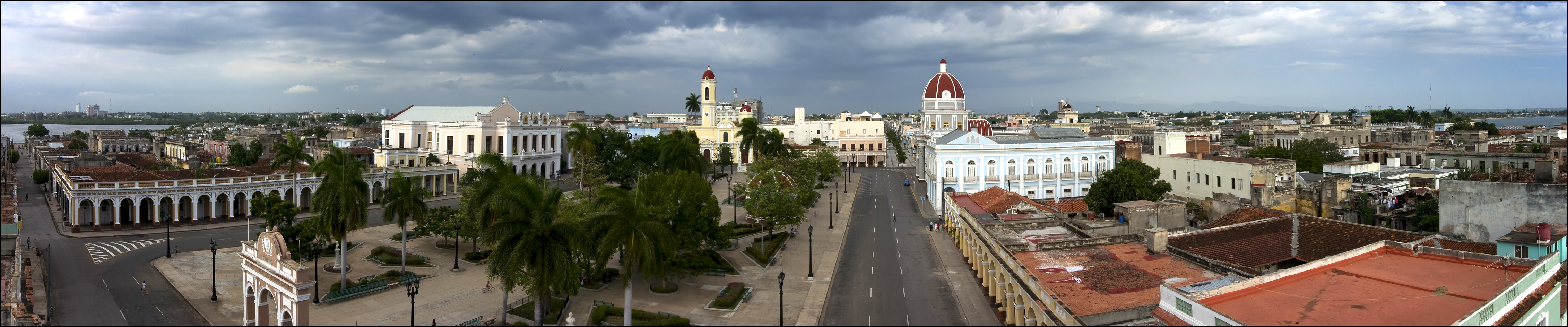
Vue sur le Parque José Martí.

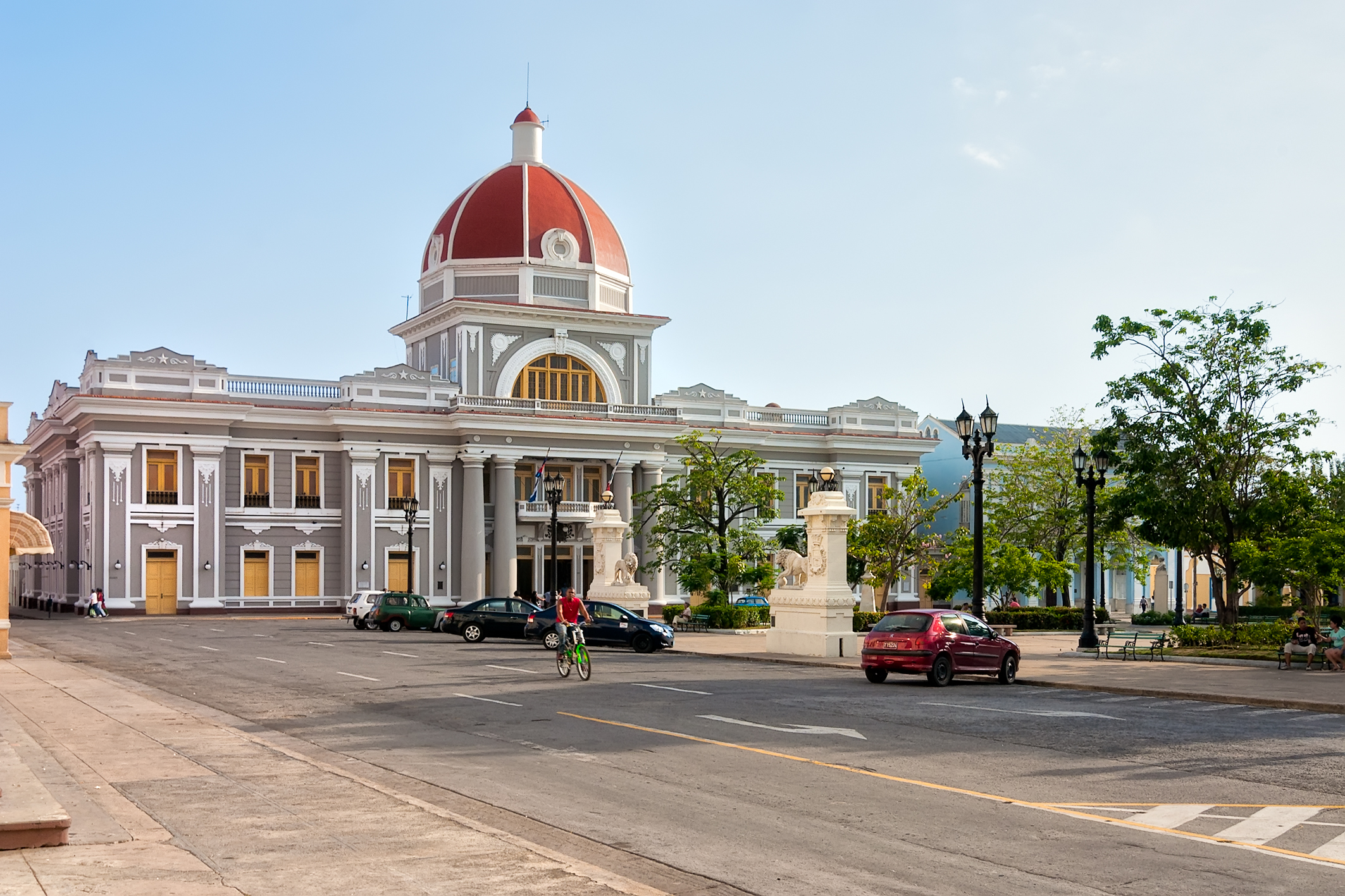
Le palais du Gouvernement.
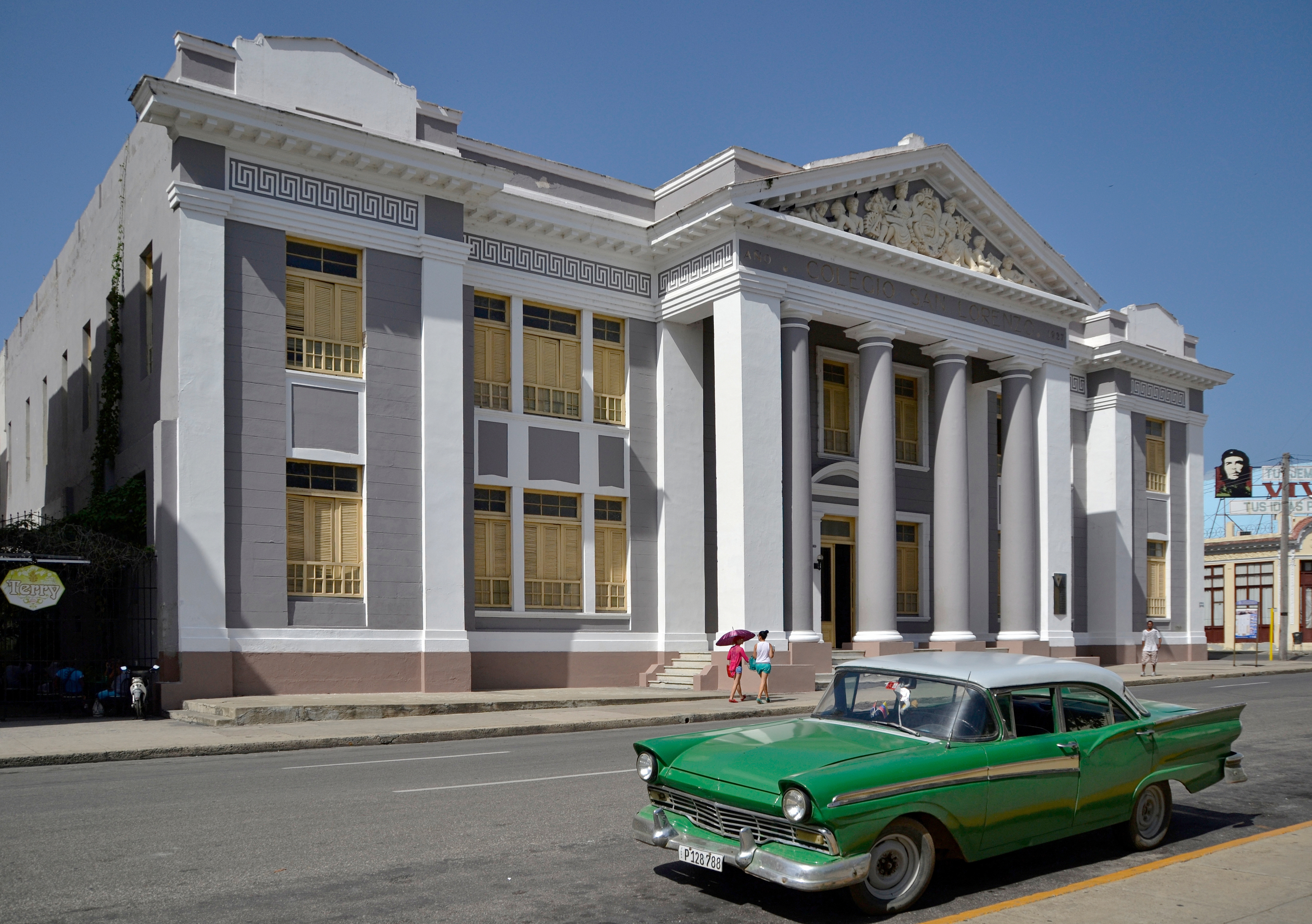
Le colegio San Lorenzo.
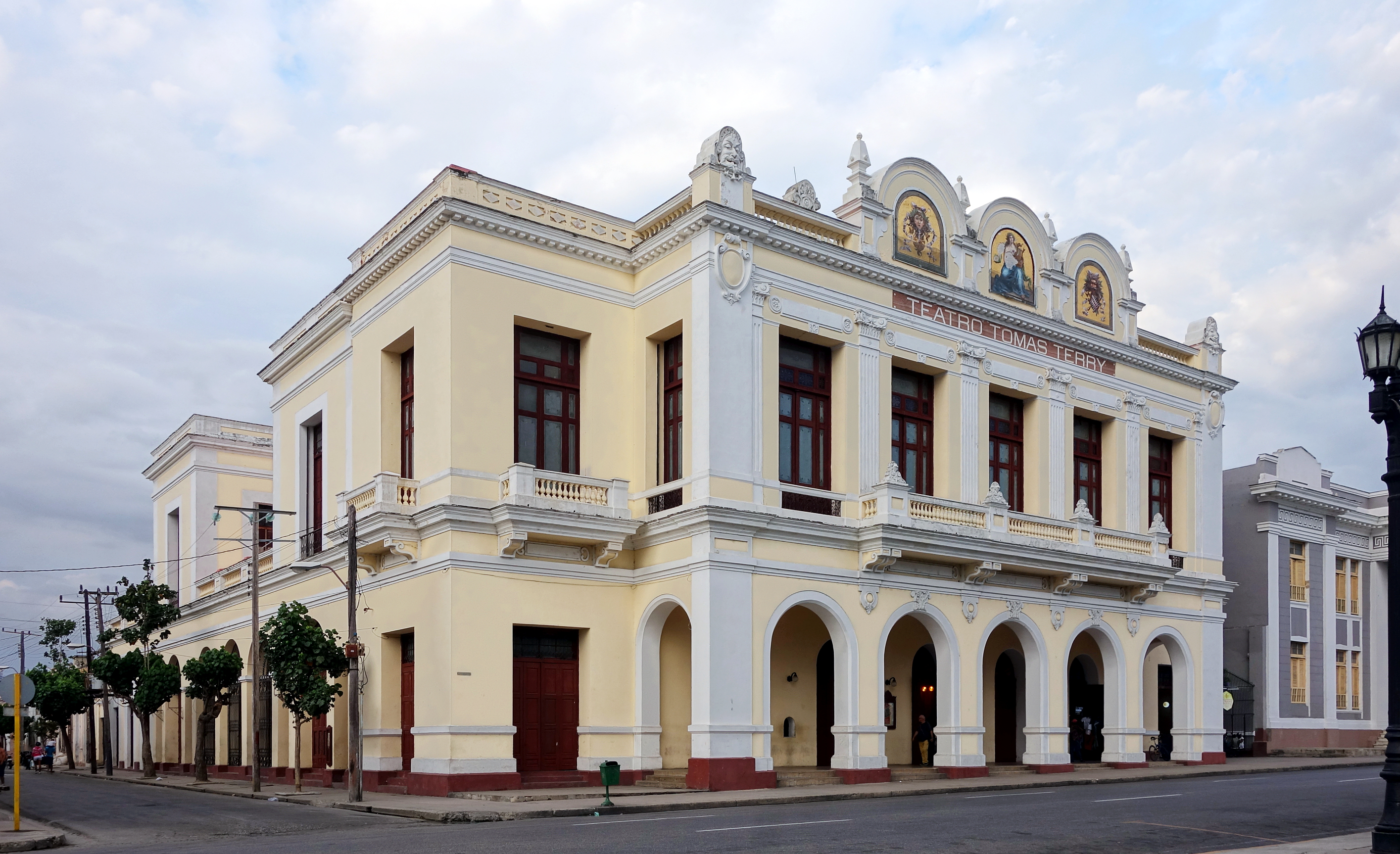
Le théâtre Tomas Terry.
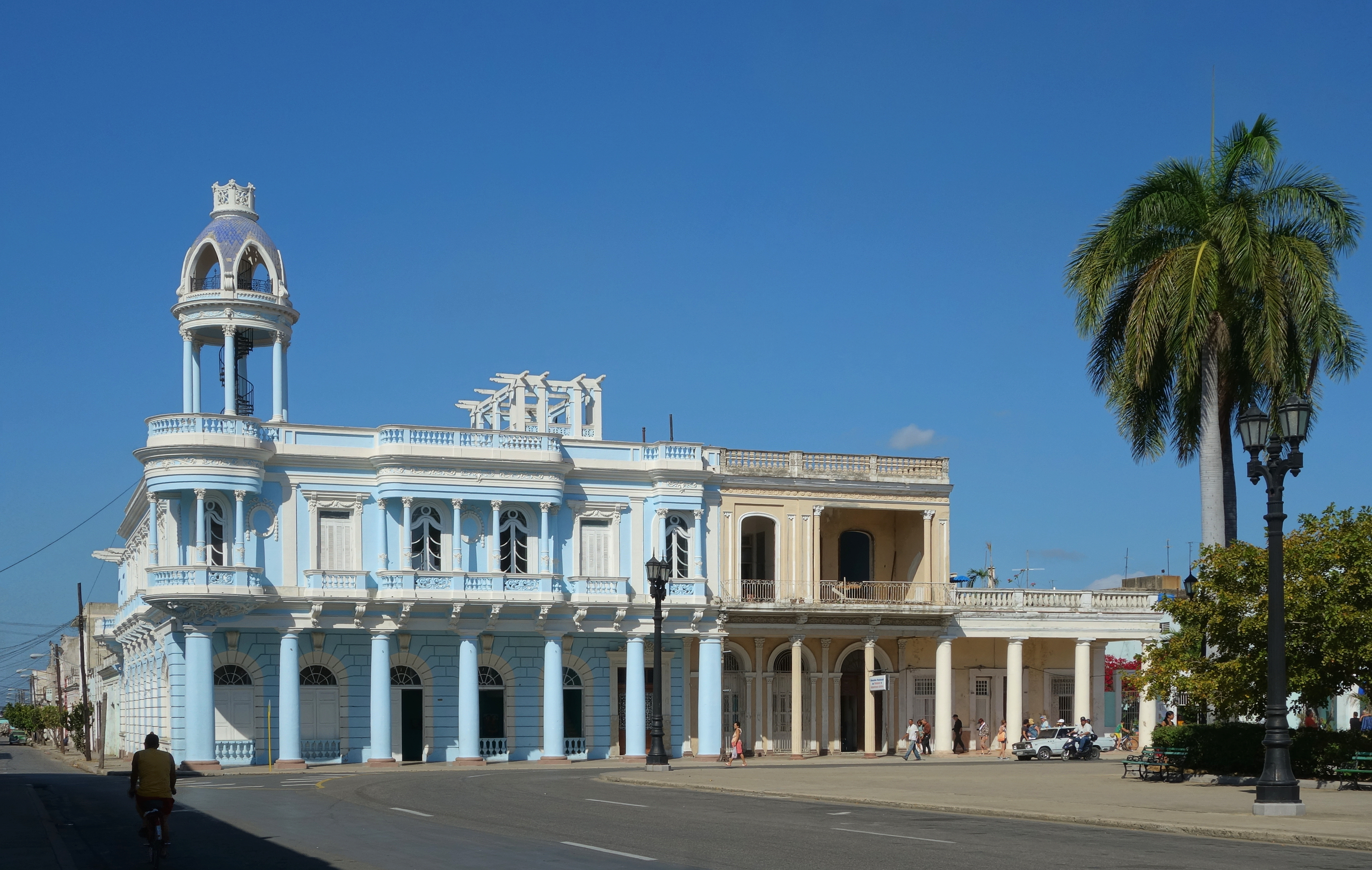
Le palais Ferrer.
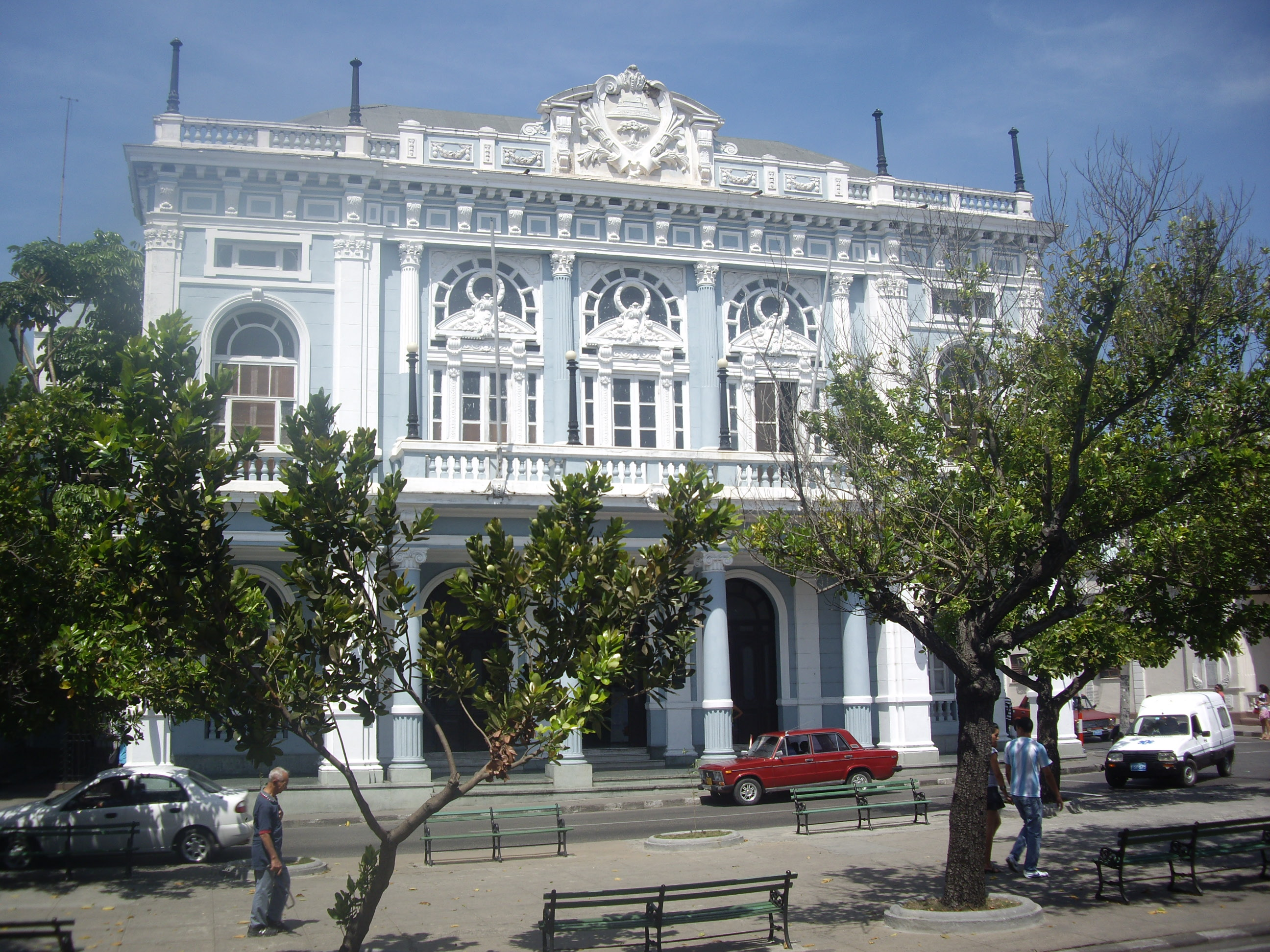
L'ancien lycée.